# Lista per il Sangiaccato
La Lista per il Sangiaccato (in serbo: Lista za Sandžak / Листа за Санџак) è stata una coalizione politica fondata in Serbia in occasione delle elezioni parlamentari del 2008 per rappresentare le minoranze bosgnacche. Alla formazione hanno preso parte:
- Partito d'Azione Democratica del Sangiaccato;
- Partito Democratico Bosgnacco del Sangiaccato;
- Partito Liberale Sociale del Sangiaccato.

La coalizione, guidata da Sulejman Ugljanin, ha ottenuto due seggi.